# Grammia favorita
Grammia favorita är en fjärilsart som beskrevs av Berthold Neumoegen 1890. Grammia favorita ingår i släktet Grammia och familjen björnspinnare. Inga underarter finns listade i Catalogue of Life.